# Sacha Polak

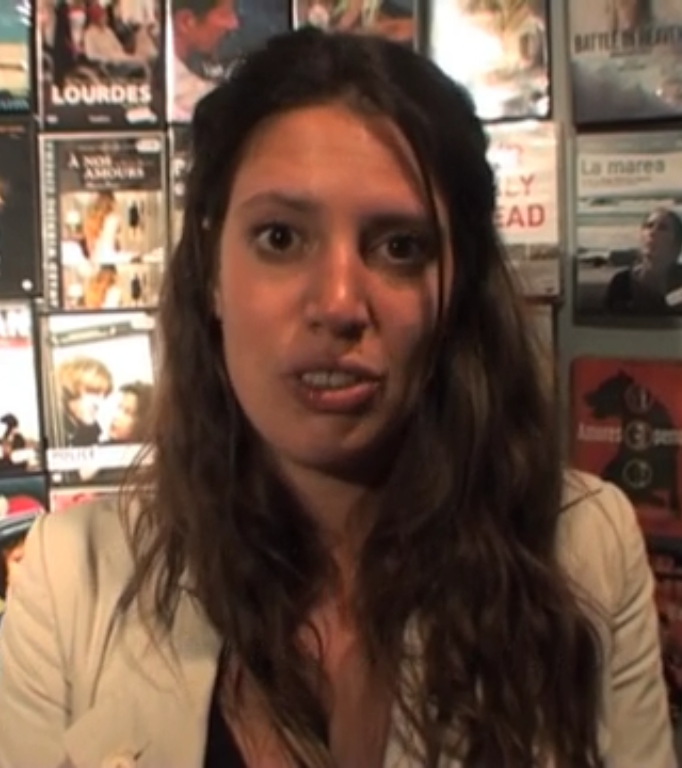
Sacha Polak, 2011

Sacha Polak (Amsterdam, 29 juli 1982) is een Nederlands filmregisseur en documentairemaker.

## Biografie
Polak studeerde in 2006 af aan de Nederlandse Filmacademie. Zij begon haar loopbaan als regisseur met het maken van aantal korte films. In 2007 maakte zij in het kader van de serie Kort! de tien minuten durende film El Mourabbi. Onder de tafel (2008), met Hans Dagelet en Jochum ten Haaf, gaat over een vader met het syndroom van Korsakov. Haar korte film Broer werd in 2011 geselecteerd voor het Internationaal filmfestival van Berlijn.
Zij bracht in 2012 haar eerste speelfilm uit, getiteld Hemel. De film gaat over een grillige, met seks experimenterende jonge vrouw (gespeeld door Hannah Hoekstra) en haar vader. Ook Hemel werd vertoond op het filmfestival in Berlijn en won daar de FIPRESCI-prijs van de internationale filmkritiek. In Polaks tweede speelfilm, Zurich (2015), speelt Wende Snijders een losgeslagen vrouw die na de dood van haar partner op zoek is naar houvast. Zurich won in Berljn de CICAE-prijs, toegekend door de jury van de Internationale Confederatie van Arthouse Bioscopen.
In 2013 maakte Polak de documentaire Nieuwe Tieten, over haar beslissing om haar borsten preventief te laten amputeren.
Dirty God (2019) is haar eerste Engelstalige speelfilm. De film gaat over een jonge vrouw (gespeeld door Vicky Knight) wier gezicht na een aanval met zuur ernstig is verminkt. Dirty God was de openingsfilm van het Internationaal Filmfestival Rotterdam in 2019 en werd als eerste Nederlandse film ooit geselecteerd voor de hoofdcompetitie van het Sundance filmfestival. Bij het Nederlands Film Festival 2019 won de film drie Gouden Kalveren. Behalve Sacha Polak voor de Beste regie won Marleen Slot voor de Beste film en Rutger Reinders voor de Beste muziek.

## Persoonlijk
Sacha Polak is de dochter van journalist en programmamaker Hans Polak. In Nieuwe Tieten werkte ze samen met haar stiefmoeder, de filmmaker Meral Uslu.

## Filmografie
- 2007 El Mourabbi (korte televisiefilm)
- 2008 Onder de tafel (korte film)
- 2011 Broer (korte film)
- 2012 Hemel (speelfilm) https://www.youtube.com/watch?v=E3DWNTzbUeE
- 2013 Nieuwe Tieten (documentaire)
- 2015 Zurich (speelfilm)
- 2019 Dirty God (speelfilm)